# Ernst Flügel

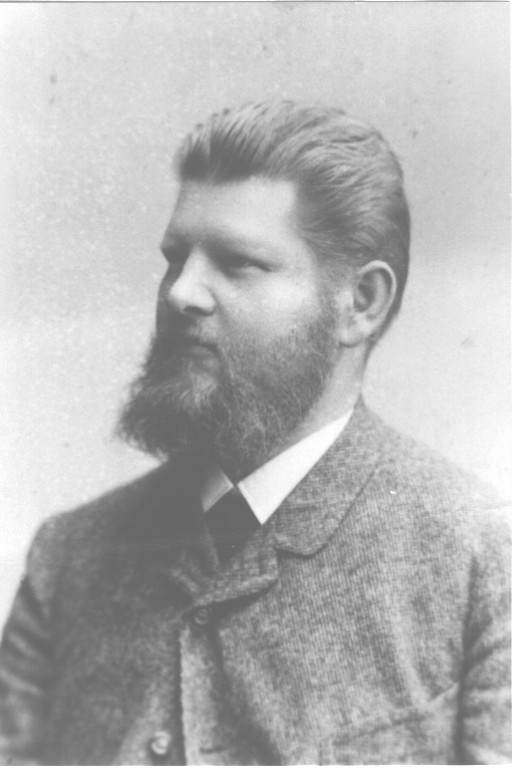
Ernst Flügel (1844–1912)

Ernst Paul Flügel (* 31. August 1844 in Halle (Saale); † 20. Oktober 1912 in Breslau) war ein deutscher Komponist der Romantik.

## Leben
Ernst Flügel war ein Sohn des Komponisten Gustav Flügel (1812–1900) und dessen zweiter Ehefrau Henriette, geb. Oppermann (1823–1896).

### Ausbildung
Flügel erhielt seine erste musikalische Ausbildung von seinem Vater, später (ab 1859) durch den Komponisten, Dirigenten und Musikschriftsteller Carl Koßmaly in Stettin, der ihn auch in Musiktheorie und Ästhetik unterrichtete.
Seit April 1862 war Ernst Flügel in Berlin Schüler des königlichen Instituts für Kirchenmusik und von Oktober 1862 an auch Eleve der königlichen der Akademie der Künste, „wo die Herren Director A. W. Bach Professor Grell, Musik-Director Jul. Schneider und Löschhorn, der bewährte Lehrer des Pianofortespiels, seine Lehrer sind“. Hier genoss er auch den Privatunterricht Hans von Bülows, F. Geyers und Friedrich Kiels. Am 7. März 1863 gab der angehende Pianist Ernst Flügel in Stettin ein erstes, weithin beachtetes Konzert. In der öffentlichen Jahressitzung der Kgl. Academie der Künste zu Berlin am 3. August 1863 wird auch Ernst Flügel vom akademischen Senat als Kompositionsschüler prämiert. Noch am selben Tag wird dort in einer Aufführung zu Ehren von Friedrich Wilhelm III. zum ersten Mal eine Komposition des Neunzehnjährigen Flügel aufgeführt: Miserere mei Deus, ein Terzett mit Chor.

### Musiklehrer in Treptow und Greifswald (1863–1867)

Ernst Flügel um 1865

Seit Sommer 1863 lebte Ernst Flügel als Musiklehrer in Treptow an der Tollense. Schon am 1. November 1863 gibt er hier ein erstes Konzert.
Anfang 1864 erschien bei Alfred Dörffel in Leipzig Flügels Opus 1, „Wanderungen“ (Klavierstücke). Am 23. Februar 1864 gab der Pianist ein zweites, überaus gut besuchtes und aufgenommenes Konzert in Stettin. Anfang März 1864 reiste Flügel nach Leipzig, vielleicht um für weitere Kompositionen einen Verleger zu finden. Zu Beginn des Jahres 1865 wurde Flügel Mitglied des Allgemeinen Deutschen Musikvereins.
Am 21. September 1865 führte der Seminarchor von Weißenfels am Roßbach-Denkmal in Gegenwart des Königs ein ‚Salvum fac regem’ von Ernst Flügel auf.
Im Juli 1866 nahm Ernst Flügel als Vizefeldwebel am deutschen Krieg beim Mainfeldzug unversehrt teil. Vom Sommer 1866 an wirkte Flügel für kurze Zeit als Musiklehrer in Greifswald. Am 13. Dezember 1866 gab er auch hier ein Konzert und brillierte mit seinen pianistischen Fähigkeiten. Ebenfalls in Greifswald erschienen 1867 die Liederhefte Op. 2-4.

### Organist in Prenzlau (1867–1879)
Zu Ostern 1867 wurde Ernst Flügel Organist und Gymnasialgesanglehrer in Prenzlau. Spätestens mit dem Konzert im Februar 1868, in dem Ernst Flügel als Pianist auftrat, begründete er dort seine musikalische Spitzenstellung:
„Vollendeteres im Klavierspiel ist wohl in unsern Mauern noch nicht gehört worden. Man weiß nicht, ob man die Fertigkeit und Kraft, oder die Auffassung und das Gedächtniß des Künstlers mehr bewundern soll.“.
Im Konzert am 15. März 1868 trat Flügel nicht nur als bewunderter Pianist auf, sondern machte auch als Director des von ihm übernommenen Gesang-Vereins auf sich aufmerksam. Am 22. Oktober 1869 gab Flügel seine erste Kammermusik-Soirée.
Am 19. April 1868 vermählte sich Ernst Flügel in Prenzlau St. Jakobi mit seiner Braut Anne Schumacher aus Treptow a. Toll. Aus dieser Ehe gingen vier Kinder hervor. Am 2. März 1869 wurde in St. Marien in Prenzlau die Tochter Elisabeth Emma Antonie Flügel getauft, die jedoch bereits am 3. Januar 1870 in Prenzlau starb und zwei Tage später beerdigt wurde.
Auch am Krieg von 1870/71 nahm Ernst Flügel aktiv teil. Am 21. August 1870 gaben der „Vicefeldwebel Ernst Flügel, Organist in Prenzlau, und Frau“ ein Kirchenconcert in Stralsund. Im Sommer 1871 wurde Flügel mit dem Eisernen Kreuz ausgezeichnet, musste aber weiter im Militärdienst verweilen.
Offenbar nutzte Ernst Flügel die Militärzeit auch zum komponieren. Denn in seinem ersten Abonnementconcert in Prenzlau waren im Oktober 1871 nicht nur Klavierkompositionen von Gustav Flügel (Sonate Op. 4), Chopin, und Liszt („Faust“-Walzer) sowie Gesangsvorträge des Domsängers Hrn Geyer aus Berlin zu hören, sondern auch Klavierstücke von Ernst Flügel mit dem Titel: „Aus dem Felde 1871“. Von Winter 1871 an ist die enge Zusammenarbeit mit Heinrich de Ahna dem 1. Konzertmeister der Kgl. Kapelle in Berlin nachweisbar, mit dem er u. a. Klavier-Violinsonaten von Beethoven und Rubinstein aufführt.
Am 19. Juni 1872 wurde die zweite Tochter Margarethe Louise Flügel und am 6. Oktober 1873 die dritte Tochter Gertrud Anna Flügel in St. Marien Prenzlau getauft.
An den von Flügel aufgeführten Stücken lässt sich der hohe Anspruch von Flügels Musikgeschmack ablesen. Im Januar 1874 führte Ernst Flügel u. a. Klavier-Violinsonaten von Kiel (E-Moll) und Grieg (G-Dur) auf. Im Laufe der Jahre erklangen in Flügels Abonnement-Concerten u. a. das Klavierquartett Op. 26 von Brahms, Klavier-Violinsonaten von Beethoven und Rubinstein, die Ungarischen Tänze von Brahms/Joachim, sowie Klaviertrios von Schumann und Mendelssohn.
Ein Höhepunkt von Flügels Wirksamkeit in Prenzlau war die Aufführung des Brahms-Requiems am 9. April 1875. Der Erfolg war so groß, dass das Werk am 28. September erneut zu Gehör gebracht wurde.
In weiteren Konzerten kamen auch eigene Werke des Komponisten zu Gehör, so im November 1875 das Trio Es-Dur Op. 25. oder schon 1877 seine (offenbar ungedruckt gebliebene) Concertouverture. Aber Johannes Brahms blieb in Flügels Programmen weiterhin ein bevorzugter Komponist. Im November 1876 erklingt dessen Schicksalslied, dazu die „Pilgerfahrt der Rose“ von Schumann, kurz darauf Mendelssohns Walpurgisnacht, eine achtstimmige Bach-Motette, im Februar 1877 dann Beethovens Violinkonzert. Ein Rezensent meinte 1877:
„Auch die letzte Saison brachte uns wiederum eine Reihe musikalischer Aufführungen, wie man sie in einer anderen Provincialstadt gleicher Grösse selten finden dürfte.“
Doch nicht nur als Musiker zeigte Flügel herausragende Leistungen. Auch als Schachspieler war er eine Kapazität. So nahm er auch im Juli 1877 am Schach-Kongress in Leipzig teil. Im Musikalischen Conversations-Lexikon von Jul. Schuberth (1877) erschien folgender Eintrag:
„Flügel, Ernst, geb. etwa 1848 [sic!] hat sich durch einige Composition vortheilhaft bekannt gemacht; lebt in Prenzlau als Organist. Ist wol noch mehr als vorzüglicher Schachspieler bekannt.“

### Kantor an St. Bernhardin Breslau (1879–1908)

Ernst Flügel um 1890 in Breslau

Anfang Juli 1879 wurde Ernst Flügel zum Nachfolger des M.D. Berthold als Kantor an die Haupt- und Pfarrkirche St. Bernhardin in Breslau berufen. Vom 1. Oktober 1879 bis zu seiner Pensionierung im Jahre 1908 bekleidete Flügel dieses Amt. Im selben Jahr veröffentlichte Flügel mit Op. 18 seine ersten Choralvorspiele, die denen seines Vaters nicht nachstehen. Daneben betätigte er sich seit 1879 mit scharfer Feder als Musikreferent, seit 1880 war er Mitarbeiter der Schlesischen Zeitung.
Im April 1881 erklang noch unter der Leitung von Scholz Flügels 121. Psalm (Op. 22).
1881 gründete Ernst Flügel den nach ihm benannten „Flügelschen Gesangverein“, der das Musikleben der Stadt über mehr als zwei Jahrzehnte mitprägen sollte. Im Februar 1882 wurde Flügels wohl bekanntestes Werk „Mahomets Gesang“ (Op. 29) (nach einem Text von Goethe) in Breslau uraufgeführt. Am 11. September 1882 sang Flügels Verein beim Breslauer Musikfest. Von der Provinz Schlesien wurde ihm am 10. Oktober als Andenken für die Mitwirkung eine kostbare Genfer Uhr mit goldener Kette und Gravur übereignet. Am 14. November 1882 ließ Flügel seinen Gesangverein mit Beckers B-Moll-Messe erfolgreich debütieren. Die Aufführung wurde am 20. Februar 1882 als Wohltätigkeitskonzert „zum Besten der Armen“ wiederholt.
Am 23. Januar 1883 hatte Flügels Gesangverein bereits ein Konzert mit neuerer Chormusik und der 9. Symphonie von Beethoven aufgeführt.
Im Januar 1883 wurde Max Bruch als Nachfolger von Scholz zum Leiter des Orchestervereins in Breslau ernannt. Auch mit Bruch kann Ernst Flügel von Beginn an musikalisch hervorragend zusammenarbeiten, wie eine Anzahl gemeinsamer Konzerte belegt. Am 10. November wird das Oratorium „Luther in Worms“ von Meinardus durch Ernst Flügel aufgeführt. Am 5. Februar 1884 führte Flügel zusammen mit Bruch u. a. die Nänie von Brahms und Zigeunerleben von Schumann auf. Bruch zog den Pianisten Flügel gern für seine Konzerte heran, er arbeitete mit dem Flügel’schen Gesangverein zusammen und führte Werke von Flügel auf, wie z. B. am 4. März 1884 seine Concertouverture „Wanderlust“. Am 19. April 1884 empfahl Bruch seinem Verleger Simrock die Flügel’schen Kompositionen zum Druck.
Flügels Breslauer Jahre waren geprägt von einem ungeheuren Arbeitspensum. Am 11. März 1884 führt Flügel u. a. das Klaviertrio, F-moll, Op. 65 von Dvořák auf.
Am 11. November desselben Jahres Aufführung von Schumann’s Faust-Scenen durch den Flügel’schen Gesangverein. Am 30. November 1886 folgt die Aufführung von Liszt’s Legende von der heil. Elisabeth durch den Flügel’schen Gesangverein. Am 31. Januar 1888 „vollendete“ Aufführung von G. Vierling’s „Alarich“ durch den Flügel’schen Gesangverein. Im Dezember 1888 führt Flügel das C-moll Klaviertrio von Brahms auf.
1888 wurde Flügel zum Königlichen Musikdirector ernannt.
Noch Anfang Dezember 1888 führt Flügel mit dem Flügel’schen Gesangverein „Kyrie“, „Sanctus“ u. „Agnus Dei“ von Max Bruch für Chor u. Soli mit Orchester und nochmals die B-moll-Messe von A. Becker auf. Seit 1888 zeigte sich der Leiter des Orchestervereins Bruch mit Flügels Rezensionen immer unzufriedener und es kam zu erheblichen Spannungen. Daraufhin setzte Bruch zunächst durch, dass Flügel ein Rezensionsverbot erhielt. Gegen diesen Maulkorb mobilisierte sich aber 1889 in Breslau erheblicher Widerstand, der bis zu finanziellen Schwierigkeiten des Orchestervereins führte. Bruch verließ Breslau im Jahre 1891.
Am 24. Mai 1891 war Ernst Flügel als Ehrengast auf der 200-jährigen Säkularfeier der Singakademie in Berlin. Neben seiner Musikalischen Tätigkeit und seiner Leidenschaft für das Schachspiel war Flügel auch ein Freund des Wanderns, insbesondere des Bergwanderns. Am 26. Juni 1891 hielt der kgl. Musikdirector Ernst Flügel vor der Breslauer Section des dt. Alpenvereins einen Vortrag über „Touren in der Brenta-, Presanella- und Ortlergruppe.“ Am 10. Januar 1895 Benefizkonzert unter Mitwirkung von Ernst Flügel, der u. a. das A-moll-Klavierkonzert von Schumann vorträgt.
Am 25. April 1895 starb die Mutter in Stettin. Am 23. Oktober 1895 führte Ernst Flügel „Das verlorene Paradies“ von Rubinstein auf. Bei Einweihung des Kaiser-Wilhelm-Denkmals in Breslau (1896) wurde Ernst Flügel der Rote Adlerorden 4. Klasse verliehen. Auf dem Konzert zum 100. Geburtstag von Franz Schubert 1897 spielte Ernst Flügel u. a. das Klaviertrio Es-dur. Zum Gedächtnis des am 3. April 1897 verstorbenen Johannes Brahms führt der Flügel’sche Gesangverein im Oktober 1897 u. a. dessen Deutsches Requiem auf.
Im Dezember 1897 kam es zu einer ernsten Verstimmung zwischen Ernst Flügel und seinem Vater. Der greise 85-jährige Gustav Flügel hatte der Tochter von Ernst auf ihrer Hochzeitsreise in Stettin keine Unterkunft in seiner kleinen Dienstwohnung im Haus am Königsplatz gewähren wollen, woraufhin der Breslauer Kantor intervenierte. „Ein Höhepunkt seines Lebens war es für ihn, als er bei dem ersten deutschen Gesangswettstreit in Kassel 1899 vom Kaiser zum Preisrichteramt berufen wurde.“ Am 15. August 1900 starb der Vater Gustav Flügel in Stettin.
Bei der Einweihungsfeier der renovierten Bernhardinkirche am 1. September 1901 wurde Flügel zum Professor ernannt. Im Jahr 1902 muss Flügel seinen Gesangverein, der zuletzt nur noch aus 150 Mitgliedern bestand, aus finanziellen Gründen auflösen.

### Alter und Tod (1908–1912)
Am 1. April 1908 trat er in den Ruhestand.
Im Alter von 68 Jahren starb der Komponist Ernst Flügel am 20. Oktober 1912 in Breslau.

## Der Musikkritiker
Ernst Flügel betätigte sich über 32 Jahre von 1880 bis 1912 als Musikreferent der Schlesischen Zeitung in Breslau und verfasste viele Hunderte weithin beachteter Rezensionen. Dabei bezog er seine Autorität gerade aus seiner unstrittigen Befähigung als ausübender und schaffender Musiker, und strafte so das Vorurteil Lügen, dass nur gescheiterte Musiker Kritiken schrieben:

„Seine mit größter Sorgfalt durchgearbeiteten, oft scharf geschliffenen, aber immer anregenden und lesenswerten Kritiken der musikalischen Leistungen in unserer Stadt haben ihm von Anfang eine Stellung im Musikleben verschafft, wie sie wohl selten einem Musikkritiker einzunehmen vergönnt ist. Er war nicht immer ein Freund des Neuen, sein Schönheitsideal entstammte der klassischen Zeit der neueren Musik, aber auch da, wo er sich gegen den andringenden neuen Geist wehrte, zeigte er sich immer von dem heiligen Eifer für seine Kunst erfüllt […]. Ein Menschenalter hindurch war er ein treuer Hüter seiner Kunst, und Breslaus musikalisches Leben war ohne ihn kaum zu denken.“

Über Theodor Kirchner schrieb er schon 1879: „K. ist anerkannter Meister der kleinen Form des Charakterstücks für Klavier. Auf diesem Gebiete überragt er alle seine Kollegen um eines Hauptes länge.“
Die Klassische Haltung wird z. B. deutlich in Flügels Besprechungen der Werke Regers, dessen Kompositionen er schon 1903 entschieden verwirft:

„[…] die Liederkomponisten […] und Max Reger […] haben gemeinsam, daß sie grundsätzlich jeder gegliederten und deshalb leicht verständlichen Melodie aus dem Wege gehen, dagegen durch harmonische Mittel und auf deklamatorischem Wege der Stimmung des Textes gerecht zu werden versuchen. Es sind kaum noch Lieder, eher lyrische Szenen, bei denen das Bestreben, um jeden Preis vom Gewohnten Abweichendes zu bringen, nicht gerade angenehm berührt. […] Das Prinzip ‚Neues, Unerhörtes um jeden Preis‘ scheint in den Liedern von Reger am meisten ausgebildet. Dieser Art von Vertonung haftet keine Spur künstlerischer Notwendigkeit an, sondern sie erscheint als Produkt des Zufalls und der Laune, wobei dem Hörer zugemutet wird, eine Umwertung aller bisherigen Gehörswerte vorzunehmen. Wer dazu keine Lust hat, der wird Regersche Lyrik ablehnen und zwar gründlich. […] Insbesondere sind die vorgeführten Nummern aus op. 70 wahre Muster von Unnatur und ohrenquälerischer Gesuchtheit. Nur ein Beispiel. Die leichte Liebeständelei, wie sie der J.G. Fleischersche Text ‚Mein und Dein‘ bietet, behandelt Reger mit dem fürchterlichen Ernst und der peinlichen Umständlichkeit eines schweren Kriminalfalles. Dieses groteske Mißverhältnis zwischen Wort und Ton wäre zum Lachen, wenn das gepeinigte Ohr nicht dagegen Einspruch erhöbe. Wenn diese Lieder Max Regers, der von einem Teile der Fachpresse als Bahnbrecher auf den Schild gehoben wird, eine Probe der zukünftigen Entwicklung unserer lyrisch-musikalischen Produktion darstellen sollten, dann könnte nur dankbar sein, wer zu den Alten gehört und sich diese Art von Musik nicht mehr allzulange mit anzuhören braucht.“

1906 nannte Flügel Reger einen „Zerstörer des tonalen Bewußtseins“, der dem Modulationskoller verfallen sei, angesichts dessen „Exzentrizitäten“ den Hörer „das Gefühl harmonischer Seekrankheit“ überkomme.

## Bedeutung und Nachleben
Von Flügels Kompositionen werden besonders der 121. Psalm (Op. 22), Mahomets Gesang (Op. 24) und das Klaviertrio (Op. 25) hervorgehoben. Aber auch die Choralvorspiele finden immer wieder Eingang in neuere Sammlungen.
Die enorme schriftstellerische Leistung des Musikkritikers Ernst Flügel harrt erst noch der Wiederentdeckung.
Der handschriftliche Nachlass von Ernst Flügel, der auch die Kompositionen seines Vaters Gustav verwahrt hatte, ging durch Bombenangriffe 1945 in Wien verloren. Allerdings besitzt die Pommersche Bibliothek in Szczecin/Stettin eine Anzahl von Werken seines Vaters, die mit seinem Besitzvermerk versehen sind.
Einzelne Orgelstücke sind für den SFB aufgenommen worden und in Anthologien erschienen. Neuere Aufnahme: „Jerusalem, du hochgebaute Stadt, Choral für Orgel“ Interpret: Martin Rost, in: Organ Landscape/Orgellandschaft: Pomerania (Label: MD&G (Dabringhaus & Grimm), 29. Juni 2004)

## Werkverzeichnis
Der Pianist und Kantor Ernst Flügel komponierte fast ausschließlich für das Pianoforte (Op. 1, 7, 9, 12 u. 13, 15-17, 20, 27, 31, 32, 37, 60 u. 61), und für gemischten Chor, teilweise mit Orchesterbegleitung (Op. 21, 22, 24, 28.30, 34, 38, 39, 43, 50, 51, 54, 55, 58, 62, 63, 65 u. 67), daneben eine große Anzahl an Liedern für eine Singstimme (Op. 2-6, 10, 11, 23, 26, 35, 46, 47, 53, 56 u. 64). Allein für Frauenchor ist Op. 57 komponiert. Dahinter stehen seine Orgelwerke und Choralvorspiele (Op. 18, 19, 59 u. 66) nur quantitativ zurück. An Kammermusik existieren das Trio Op. 25 und die Klavier-Cello-Stücke Op. 41 u. 42 und die zwei Duos für Tasteninstrumente Op. 14 und 40. Seine Concertouverture für Orchester ist verschollen.
Flügels erste bekannte Komposition ist ein Miserere mei Deus, ein Terzett mit Chor, das 1863 aufgeführt wurde. Noch in der Treptower Zeit erschien sein Op. 1, in Greifswald dann (1867) Op. 2–4. Mit Beginn seiner Breslauer Tätigkeit erschienen innerhalb von 4 Jahren 20 Werke (Op. 5 bis 26, Op. 6 und 7 erschienen bereits 1876.), fast ausschließlich Klavierwerke und Lieder. Mit dem 1878 komponierten 121. Psalm (Op. 22) beginnt die erfolgreiche Kompositionstätigkeit für den gemischten Chor, zu denen auch sein wohl bekanntestes Werk „Mahomets Gesang“ zählt. Die ersten Choralvorspiele (Op. 18) veröffentlichte Ernst Flügel im Jahr 1879. Es folgt ein Jahrzehnt mit geringer kompositorischer Produktivität, in dieser Zeit erschienen lediglich Op. 27 (1885), und Op. 28–30 (1890/91). Mit dem Jahr 1893 beginnt wiederum eine rege Schaffenszeit, deutlich kirchlich geprägt. Allein in diesem Jahr erscheinen etwa zehn Werke von Ernst Flügel (Op. 31–42). In den Jahren von 1895 bis 1904 veröffentlicht Flügel jährlich mindestens ein Werk (Op. 37–63). Die letzten Werke (Op. 64 u. 65 (1907), Op. 66 (1909) und Op. 67 (1910)) stehen bereits unter dem Schatten des herannahenden Todes. Schwerlich ein Zufall, dass Ernst Flügel wie bereits sein Vater, als eines seiner letzten Stücke den 126. Psalm „Wenn der Herr die Gefangenen Zions erlösen wird“ vertont (vgl. Gustav Flügel Op. 117). Sein Schwanengesang Op. 67 ist ebenfalls ein Stück für gemischten Chor, dem bis ans Ende sein ganzes Herzblut galt: „Stark ist des Todes rauhe Hand.“

### A) Werke mit Opuszahl
- Op. 1 Wanderungen. Kleine Stücke für Pianoforte. (Leipzig, Alfred Dörffel, 1864)

No. 1 Auf dem Wasser.
No. 2 In der Fremde.
No. 3 Erholung.
No. 4 Zu Zweien.
No. 5 Tanz.
No. 6 Traumbild.
No. 7 Das alte Lied.
- Op. 2 Sechs Lieder für eine Singstimme mit Begleitung des Pianoforte (Greifswald, Verlag der Academischen Buchhandlung, 1867; Leipzig. Leuckart 1876) (Erstaufführung Stettin, 8. März 1863)

No. 1. „Im wunderschönen Monat Mai“. (Text: Heinrich Heine).
No. 2. In der Ferne: „Jetzt wird sie wohl im Garten gehen“. (Text: Robert Eduard Prutz)
No. 3. Abends: „In dieser Stunde denkt sie mein“. (Text: Rob. Ed. Prutz)
No. 4. Himmelslicht: „Silberumsäumtes Wolkengebilde“. (Text: Friedrich Oser)
No. 5. „Es treibt dich fort“. (Text: H. Heine)
No. 6. Wanderers Nachtlied: „Über allen Wipfeln ist Ruh“. (Text: Joh. Wolfg. v. Goethe)
- Op. 3 Sechs Lieder für eine Singstimme mit Begleitung des Pianoforte (Greifswald, Verlag der Academischen Buchhandlung, 1867; Leipzig. Leuckart 1876)

No. 1 Die Nacht zum ersten Mai: „Was reitet und fährt um Mitternacht“
No. 2 Nachtlied: „Der Mond kommt still gegangen“ (Text: Emanuel Geibel)
No. 3 „Wie freundlich die Sonne herniederblickt“
No. 4 „Die blauen Frühlingsaugen“ (Text: H. Heine)
No. 5 „Schöne Sennin, noch einmal“ (Text: Nikolaus Lenau)
No. 6 „Wie die wilde Ros’ im Wald“ (Text: Franz Mair)
- Op. 4 Sechs Lieder für eine Singstimme mit Begleitung des Pianoforte (Greifswald, Verlag der Academischen Buchhandlung, 1867; Leipzig. Leuckart 1876)

No. 1 Vorsatz: „Ich will’s dir nimmer sagen“. (Text: Rob. Ed. Prutz)
No. 2 „Mein Lieb ist gleich der rothen Ros’“ (Text: Robert Burns)
No. 3 „Du bist wie eine Blume“ (Text: H. Heine)
No. 4 „Dunkel ist die Nacht“ (Text: J.W. v. Goethe)
No. 5 Schilflied: „Drüben geht die Sonne scheiden“ (Text: N. Lenau)
No. 6 „O wär’ mein Lieb’ die Fliederblüth’“ (Text: R. Burns)
- Op. 5 Sieben Lieder für eine Singstimme mit Begleitung des Pianoforte (Berlin, Bote & Bock, 1879)

No. 1 „Willst du mit mir zieh’n?“
No. 2 „Wie’s Röslein am Haage“.
No. 3 „Ihr wisst ja, wen ich meine“.
No. 4 „O Liebe, wie bist du an Wundern reich“.
No. 5 „O Liebe, schönste Blume“.
No. 6 „Liebster, o Liebster! komm, sage mir’s doch“.
No. 7 „So leicht ist Liebe“.
- Op. 6 Sechs Lieder für eine Singstimme mit Pianoforte-Begleitung (Leipzig, Fritzsch, 1876; Leipzig, Eulenburg, 1879)

No. 1 „Da war Musik“. ()
No. 2 Im Herbst: „Vorbei der Rosen Prangen“. (Text: Albert Träger)
No. 3 Blick in den Strom: „Sahst du ein Glück vorüberziehn“. (Text: N. Lenau)
No. 4 Abendfriede: „Sanft am Berge zittert“. (Text: Jul. Altmann)
No. 5 „Meine Mutter hat’s gewollt“. (Text: Theod. Storm)
No. 6 Hochland-Marie: „Ihr Hügel um Montgomry’s Schloss“ (Text: R. Burns)
- Op. 7 Mondscheinbilder. 4 Klavierstücke. (Leipzig, Fritzsch, 1876)

- Op. 8 Wanderungen. Neue Folge. 7 Klavierstücke (Berlin, Bote & Bock, 1879)

- Op. 9 Drei Charakterstücke (Berlin, Bote & Bock, 1879)

- Op. 10 Fünf Lieder von [Wilhelm] Osterwald für eine Singstimme mit Begleitung des Pianoforte (Leipzig, Eulenburg, 1879)

No. 1 „Schöner Mai, bist über Nacht“
No. 2 „Dort unterm Lindenbaume“
No. 3 „Treibt der Sommer seinen Rosen“
No. 4 „Die Sterne flimmern und prangen“
No. 5 „Flieget, leichte Maienlüftchen“
- Op. 11 Vier Lieder aus den Bauernnovellen von Björnstjerne Björnson für eine Singstimme mit Begleitung des Pianoforte (Leipzig, Leuckart, 1879)

No. 1 „Hältst du zu mir“
No. 2 „Es war so ein heller Sonnenschein“
No. 3 „Der Knab’ ging zum Walde“
No. 4 „Wundern soll’s mich“
- Op. 12 Miniaturbilder. Kleine, instruktive Klavierstücke (Leipzig, Rothe, 1880)

- Op. 13 Vier Impromptus für Pianoforte (Leipzig, Breitkopf & Härtel, 1879)

- Op. 14 Vier Original-Duos für Harmonium und Pianoforte (Berlin, Simon, 1879)

- Op. 15 Fünf Charakterstücke für Pianoforte (Leipzig, Leuckart, 1879)

- Op. 16 Bunte Reihe. Kleine Klavierstücke (Leipzig, Hofmeister, 1879)

- Op. 17 Bunte Reihe. II. Heft Kleine Klavierstücke (Leipzig, Hofmeister, 1881)

- Op. 18 Zehn Choralvorspiele für die Orgel (Leipzig, Kahnt, 1879)

- Op. 19 Sechs Orgelstücke für 2 Manuale und Pedal (Leipzig, Kahnt, 1879)

- Op. 20 Thema mit [6] Variationen für das Pianoforte zu vier Händen componirt (Berlin, Bote & Bock, 1879)

- Op. 21 Zur Entlassung der Abiturienten für gemischten Chor a cappella

- Op. 22 Psalm 121 „Ich hebe meine Augen auf“ für gemischten Chor, Soli und Orchester (Breslau, Hainauer, 1881) (Ur-Aufführung: Prenzlau, 15. Mai 1878)

- Op. 23 Vier Lieder für eine Singstimme mit Klavierbegleitung (Breslau, Hientzsch, 1881)

No. 1 Träume: „Lieblich blüh’n die Bäume“
No. 2 Im Sommer: „Da der Sommer kommen ist“ (Text: Wilhelm Osterwald)
No. 3 „Komm, liebe Nacht“
No. 4 „Ich denke nicht“
- Op. 24 Mahomets Gesang. [Goethe] Konzertstück für gemischten Chor und Orchester (Breslau, Hainauer, 1882) (Uraufführung: Breslau, Februar 1882)

- Op. 25 Trio, Es-dur für Violine, Violoncello und Pianoforte (Breslau, Hientzsch, 1882) (Uraufführung: Prenzlau, November 1875)

- Op. 26 Drei Lieder von Franz Kern für eine Singstimme mit Pianoforte (Breslau, Hainauer, 1882, vom Verlag fälschlich unter dem Namen „Gustav Flügel“ beworben)

No. 1. „Still und tief zu träumen“.
No. 2. „Mich umweht’s wie Frühlingshauchen“.
No. 3. „Die Zeit der trüben Trauer“.
- Op. 27 Zwei Etuden für Pianoforte (Breslau, Hainauer, 1885)

- Op. 28 Einem Freunde für gemischten Chor und Orchester. „Rüstig wandelst du fort“ (Text: Lenau) (Breslau, Selbstverlag, 1888; Breslau, Offhaus, 1890) (Warschauer Exemplar online)

- Op. 29 Geistliche Lieder. Heft I. für gemischten Chor (Leipzig, Klinner, 1891/92)

No. 1 „Wenn Trauer mir das Herz beschwert.“ (Text: Sachse)
No. 2 „Es ist so still geworden“ (Text: Kinkel)
- Op. 30 Geistliche Lieder. Heft II. für gemischten Chor (Leipzig, Klinner, 1892)

No. 1 Jesu benigne (für gemischten Chor)
No. 2 „Meine Seele harret“ Motette für zwei 4st. gem. Chöre (SATB, SATB) a cappella
- Op. 31 Vier Klavierstücke (Breslau, Hainauer, 1892)

No. 1. Nocturne (B).
No. 2. Romanze (Es).
No. 3. Impromptu (As).
No. 4. Toccata (F). (Digitalisat)
- Op. 32 Drei Klavierstücke (Breslau, Hainauer, 1892/93)

No. 1. Elegie. Mk 1.
No. 2. Intermezzo. Mk 1.
No. 3. Ballade.
- Op. 33 Walzer (A-moll) für Pianoforte (Breslau, Becher, 1893)

- Op. 34 Altes Weihnachtslied für gemischten Chor (Leipzig, Klinner, 1893)

„Es kommt ein Schiff beladen“
- Op. 35 Fünf Lieder für eine Singstimme mit Klavierbegleitung (Breslau, Hainauer, 1893)

No. 1. Bescheiden: „‚Grüss dich Himmel‘ ruft mir süss“.
No. 2. Altdeutsches Minnelied: „Es ist in den Wald gesungen“. (Text: Tieck nach Heinrich, der Schreiber)
No. 3. „Du bist so still, so sanft, so sinnig“. (Text: E.Geibel)
No. 4. „All’ meine Herzgedanken“. (Text: Paul Heyse)
No. 5. „So halt’ ich endlich dich umfangen“ (Text: E.Geibel)
- Op. 36 (Nicht erforscht, vermutlich als Teil einer Sammlung erschienen)

- Op. 37 Vier Klavierstücke (Zittau, Loebel, 1893)

No. 1 Albumblatt.
No. 2 Märchen.
No. 3 Canzonetta.
No. 4 Perpetuum mobile
- Op. 38 Motette ’’Schaff in mir, Gott’’ (Psalm 51) für gemischten Chor a cappella (Breslau, Offhaus Nachf., 1898)

- Op. 39 Motette Herr, Gott du bist für gemischten Chor a cappella und Solostimmen (Zittau, Loebel, 1893)

- Op. 40 Duo für 2 Klaviere (Pianoforte) zu 4 Händen (Zittau, Loebel, 1893, später Leipzig, Reinecke)

- Op. 41 Sonate für Pianoforte und Violoncello (Zittau, Loebel, 1893) (Uraufführung: Breslau, Mai 1885)

- Op. 42 Drei canonische Duette für Pianoforte und Violoncello (Zittau, Loebel, um 1894)

- Op. 43 Drei Lieder für gemischten Chor (Teich, um 1895) (fälschlich unter dem Namen von Gustav Flügel beworben)

No. 1. „Über allen Gipfeln“ (Text: J.W. v. Goethe)
No. 2. „Der du vom Himmel“ (Text: J.W. v. Goethe)
No. 3. „Die Sterne sind verblichen“ (Text: Hoffmann v. Fallersleben)
- Op. 44 (Nicht erforscht, vermutlich als Teil einer Sammlung erschienen)

- Op. 45 (Nicht erforscht, vermutlich als Teil einer Sammlung erschienen)

- Op. 46 Vier Lieder für eine mittlere Singstimme mit Klavierbegleitung (Breslau, Becher, 1900)

No. 1. Durch den Wald: „Nur einmal noch lass mich mit dir geh’n“.
No. 2. „Frühling sprosst zu meinen Füssen“.
No. 3. Des Müden Abendlied: „Verglommen ist das Abendroth“. (Text: E. Geibel)
No. 4. „Wo du hingehst, da will auch ich hingehen“ m. Pfte od. Org.
- Op. 47 Vier Lieder für Mezzo-Sopran oder Baryton mit Klavier-Begleitung (Breslau, Offhaus, 1897)

No. 1. In die Ferne: „Siehst du im Abend Wolken ziehn“. (Text: Hermann Kletke)
No. 2. „Nachtigall, dir klag’ ich’s“.
No. 3. „Könnt’ ich dir am Herzensgrund“.
No. 4. „Mutter, o sing’ mich zur Ruh“. (Text: Freiligrath)
- Op. 48 – auf Wunsch des Verlegers als Op. 60 erschienen.

- Op. 49 – auf Wunsch des Verlegers als Op. 61 erschienen.

- Op. 50 Drei geistliche Gesänge für gemischten Chor

No. 1. „Selig sind, die reinen Herzens sind“.
No. 2. Trauungsgesang: „Zwei Hände wollen heute sich“. (Text: Karl Gerok)
No. 3. „Unter tausend frohen Stunden“ mit Mezzosopran-Solo. (Text: Novalis)
- Op. 51 Motette „Lobe den Herrn, meine Seele“ für gemischten Chor (Psalm 103) (Breslau, Becher, 1899)

- Op. 52 (Nicht erforscht, vermutlich als Teil einer Sammlung erschienen)

- Op. 53 Vier Lieder für eine mittlere Singstimme mit Begleitung des Pianoforte (Breslau, Becher, 1900)

No. 1. „Blau liegt der See“.
No. 2. „Und die Rosen, die prangen“. (Text: W. Osterwald)
No. 3. „Mein Schatz ist auf der Wanderschaft“. (Text: W. Osterwald)
No. 4. „O stille dies Verlangen“. (Text: E. Geibel)
- Op. 54 „Die Luft ist so still“ für gemischten Chor (Breslau, Becher, 1900) (Text: Wolfgang Müller)

- Op. 55 Motette: „Wie lieblich sind deine Wohnungen“ für 4-8stimmigen gemischten Chor (Breslau, Becher, 1900)

- Op. 56 Vier Lieder für eine Singstimme mit Klavier-Begleitung (Breslau, Becher, ca. 1901)

No. 1. Nun ist mit seinem lauten Treiben (Text: Franz Theodor Kugler)
No. 2. Leise Andacht
No. 3. Das Kätzchen
No. 4. Bergmannslied
- Op. 57 Drei Gesänge für Frauenchor (Breslau, Becher, ca. 1901)

- Op. 58 Kirchweihfestmotette für zwei Chöre (Männerchor: ecclesia terrestris und Frauenchor: ecclesia coelestis) und 4 Liturgiesätze (Leipzig, Leuckart, 1902). (Komponiert zur Einweihung der renovierten St. Bernhardinkirche in Breslau)

- Op. 59 Fünfzehn Choralvorspiele für Orgel (Leipzig, Leuckart, 1902), Max Ansorge gewidmet

1. Christus der uns selig macht
2. Du klagst und fühlest die Beschwerden
3. Es ist das Heil uns kommen her
4. Es ist gewisslich an der Zeit
5. Freu dich sehr, o meine Seele
6. Herzlich thut mich verlangen
7. In dich hab’ ich gehoffet
8. Lasst mich gehn
9. Mache dich mein Geist bereit
10. Nun ruhen alle Wälder
11. Vom Himmel hoch
12. Derselbe Choral
13. Derselbe Choral
14. Wach auf, mein Herz, und singe
15. Wenn ich ihn nur habe
- Op. 60 Drei Klavierstücke (Breslau, Hainauer, um 1902) (= Op. 48. auf Wunsch d. Verlegers als Op. 60 ersch.)

No. 1. Erinnerung
No. 2. Neues Hoffen
No. 3. Entsagung
- Op. 61 Walzer, C-dur (Breslau, Hainauer, um 1902) (= Op. 49. auf Wunsch d. Verlegers als Op. 61 ersch.)

- Op. 62 „Wohl bin ich nur ein Ton“ geistliches Lied für gemischten Chor (Leipzig, Leuckart, 1905)

- Op. 63 Zwei Geistliche Gesänge für [6 u. 8st.] gemischten Chor (Leipzig, Leuckart, 1904)

Nr. 1: Stern auf den ich schaue
Nr. 2: So nimm denn meine Hände
- Op. 64 Vier Lieder für eine mittlere Singstimme mit Klavierbegleitung (Breslau, Becher, 1907)

No. 1. Das Schwerste (Text: Wilhelm Jensen)
No. 2. Letzte Stunde (Text: Marie Tyrol)
No. 3. Einst (Text: Karl Stieler)
No. 4. Waldseligkeit (Text: Richard Dehmel)
- Op. 65 Psalm 126. „Wenn der Herr die Gefangenen“ für gemischten Chor (Leipzig, Leuckart, 1907)

- Op. 66 14 Kanonische Choralvorspiele für Orgel (Leipzig, Klinner, 1909)

- Op. 67 „Stark ist des Todes rauhe Hand“ von J. F. Schlez, für gemischten Chor (Leipzig, Klinner, 1910)

### B) Werke ohne Opuszahl
- Pfingstmotette „Die Liebe Gottes ist ausgegossen“ für gemischten Chor (Leipzig, Klinner)
- Ein Seufzer für Orgel. In: Diebold, Joh. Op. 70: 175 neue Orgelstücke
- „Lasst mich gehen“ Sostenuto (G-Dur, C) für Orgel. In: Der Praeludist. Sammlung etc. Hrsg. A. Jacob E. Richter Nr. 858, S. 81
- „Wenn ich nur ihn habe“ Sehr innig für Orgel. In: Der Praeludist. Nr. 862, S. 86
- „Ruhe sanft“ für Männerchor (Text: F.A. Köthe) in: Ewald Röder (Hrsg.): Trauergesänge (Nr. 31)
- „Selig sind die reines Herzens sind“ Motette f. gem. Chor. in: Rudolf Palme Op. 59
- „Ich stand auf Berges Halde“ f. eine Singstimme mit Klavier. in: Bernhard Brähmig Op. 6 (Nr. 6)
- „Der Herr ist meine Stärke“ Psalm 28.7-9 f. gem. Chor. in: Heinrich Pfannschmidt (Hrsg.): 32 Sprüche für gemischten Chor. (Nr. 32)
- „Wir sind ein Volk vom Strom der Zeit“ (Text: Rudolf Kögel) Monatsschrift für Gottesdienst Jg. 11 (1906) Musikbeilage S. 355–358.
- Bitte „Weil auf mir du dunkles Auge“ (Text: N. Lenau) für Männerchor und Frauenchor (Breslau, Hainauer) (1907)

### C) Verlorene Werke
- „Die Höh’n und Thäler singen.“ Lied mit Pianofortebegleitung (1862/63)
- Miserere mei Deus, ein Terzett mit Chor (1863)
- Salvum fac regem für Männerchor (1865)
- Aus dem Felde 1871 Pianofortestücke (1871)
- Concertouverture Wanderlust (1877/84)